# 本村直樹 (ラグビー選手)
本村 直樹（もとむら なおき、1992年4月11日 - ）は、ラグビーユニオンの選手。

## 略歴
青森県八戸市出身。八戸高校、筑波大学卒業。
2014年、セブンズ学生日本代表に選ばれた。
2016年、Honda Heat(現・三重ホンダヒート)に加入。同年8月27日に行われたジャパンラグビートップリーグ第1節の宗像サニックスブルース戦に先発出場で公式戦初出場を果たす。
2017年、7人制日本代表に初招集。2019年に主将を務める。
2021年6月、1年延期となっていた東京2020オリンピックに、7人制ラグビー日本代表として5試合に出場した。
2024年7月、パリ2024オリンピックの7人制ラグビー日本代表バックアップメンバーに選ばれた。
2025年5月31日、三重ホンダヒート退団を発表。